# Traian Lăscuț-Făgărășanu
Traian Lăscuț-Făgărășanu (n. 13 martie 1909, Făgăraș, județul Brașov — d. 1981, București) a fost un renumit clarinetist și compozitor român. Alături de alți mari instrumentiști ardeleni precum Ion Luca-Bănățeanu, Moise Belmustață, Efta Botoca, Ion Murgu sau Luță Ioviță, Traian Lăscuț-Făgărășanu a fost unul dintre cei mai renumiți lăutari ai Transilvaniei și totodată ai României.

## Biografie
S-a născut la 13 martie 1909 în Făgăraș, într-o familie săracă și cu mulți copii. A fost cel mai mic dintre cei 5 copii ai lui Nicolae și ai Rozinei Lăscuț. La vârsta de 7 ani a fost adoptat de armata, devenit „copil de trupă”.

### Începutul carierei
Talentul său a devenit repede evident și, la vârsta de 10 ani, a fost trecut la fanfara militară a Regimentului de Vânători de Munte Brașov (1919), unde capată o solidă pregătire teoretica muzicală (teorie, solfegii, armonie orchestrală) și unde începe să cânte la clarinet, instrument de care nu s-a mai despărțit toată viața.
În anul 1931 a fost încorporat și a fost repartizat la fanfara militară a Regimentului de Gardă cu gradul de sergent.
În perioada 1940 - 1943 a însoțit trupele combatante române, cântând la spectacolele organizate pentru răniți sau pentru soldații combatanți din prima linie a frontului.

### Activitatea artistică
A început activitatea artistică și promovarea muzicii populare ardelenești în Brașov, fiind angajat la restaurantele Aro, Amiciția și Transilvania, în perioada 1934 - 1937. În anul 1938 a fost angajat la restaurantul Parcul Ruxandra din București, iar după anul 1939 se reîntoarce la Brașov până în anul 1943 la restaurantele Aro Palace și Amiciția, fiind cunoscut ca „Regele Brașovului”. În această perioadă a început să poarte și pseudonumele artistic de Făgărășanu.
În perioada 1944 - 1947 revine la București și este angajat la restaurantele Princiar, Rex și Mureș unde este deja cunoscut cu numele de Traian Lăscuț-Făgărășanu.
În 1948 a fost angajat la Filarmonica de Stat din București ca solist instrumentist. În anul 1949 a fost angajat la Ansamblul de cântece și dansuri populare al CCS (Consiliul Central al Sindicatelor) de unde se pensionează în anul 1963.
Cu Ansamblul CCS a fost în turnee în peste 20 de țări (Franța, Germania, India, Polonia, Bulgaria, Cehoslovacia etc.) dar și în turnee în țară, în toate orașele importante.
A colaborat și a fost cunoscut și recunoscut ca valoare instrumentală de toți marii interpreți ai perioadei în care a trăit, începând cu Maria Tănase, Fănică Luca, Ioana Radu și terminând cu Ionel Budișteanu, Iliuță Rudăreanu, Florin Comișel, Dumitru Fărcaș, Gheorghe Zamfir, Paraschiv Oprea etc. Studia zilnic 7-8 ore la clarinet, instrument care l-a făcut celebru și la care avea un „ton” (sunet emis) deosebit de clar și frumos și care nu a mai putut fi imitat de nici un alt clarinetist până în prezent.
În anul 1955 sunetul clarinetului său a fost testat de specialiștii englezi pe aparatura electronică de la acea vreme și care au concluzionat că este „perfect” ca acuratețe.
Traian Lăscuț-Făgărășanu a fost un artist complex, autodidact, de o modestie deosebită și de aceea a fost respectat și stimat de colegi și de public. Respecta foarte mult talentul autentic și a sprijinit foarte mulți tineri talentați, dar necunoscuți, să se afirme artistic. Nu a fost membru al niciunui partid politic și nu a vrut să devină membru al PCR, cu toate insistențele și șicanele pe care le-a suportat în acea vreme. 
În anul 1963, mâhnit de lipsa de interes în promovarea și înregistrarea celor două suite ardelenești, Traian Lăscuț-Făgărășanu se pensionează la vârsta de 53 de ani, refuzând orice colaborare ulterioară ca solist instrumentist cu ansambluri renumite din București (Rapsodia Română, Ansamblul Doina al Armatei etc.) sau din țară, inclusiv turnee în străinătate.

### Compoziții și înregistrări
Traian Lăscuț-Făgărășanu a fost autorul a peste 20 de compoziții atât de inspirație folclorică (învârtite, hațegane, doine) cât și valsuri și romanțe, a cules și a promovat cântecele populare ardelenești și a fost recunoscut în toată țara ca fiind cel mai bun clarinetist al acestui gen de muzică. A avut numeroase înregistrări la radio și televiziune și multe discuri înregistrate la Electrecord.
Tot el este autorul a două suite ardelenești pentru clarinet și orchestră simfonică care au fost cântate și premiate în concursuri internaționale, dar care nu au fost promovate și nici înregistrate pe discuri pentru faptul că artistul a refuzat să devină membru al PCR.

### Viața familială
A fost căsătorit de 3 ori (1939, 1945, 1976) și, cu a doua soție Viorica Lăscuț, a avut 3 copii: Radu-Traian (13 octombrie 1946), Petru-Eugen (17 septembrie 1948) și Doina-Maria (25 iulie 1951).

## Distincții
- titlul de Artist Emerit al Republicii Populare Române (21 februarie 1952) „cu prilejul împlinirii a 5 ani de activitate publică a Ansamblului Artistic al Consiliului Central al Sindicatelor din Republica Populară Română”[1]
- medalia de aur la Festivalul internațional de folclor de la Paris (1955)

## Decesul
A decedat în anul 1981 și a fost înmormântat în cimitirul Bellu din București, pe aleea artiștilor.